# Hideaki Anno
Hideaki Anno (庵野 秀明 Anno Hideaki?,  Ube, Prefectura de Yamaguchi, 22 de mayo de 1960) es un director, escritor, animador, productor y actor de voz japonés, principalmente conocido por ser el creador de la serie Neon Genesis Evangelion. El 27 de abril de 2002 contrajo matrimonio con la mangaka Moyoco Anno.
Desde mediados de años 1980 ha venido trabajando en el estudio de animación Gainax, estudio que fundó junto a amigos de la universidad como Yoshiyuki Sadamoto, Toshio Okada, Yasuhiro Takeda, Takami Akai y Shinji Higuchi. Originalmente, la compañía se llamaba Daicon Films y su primer trabajo fueron dos cortos para la XX Convención Anual Nacional Japonesa de Ciencia Ficción, también conocido como Daicon III. En 2006, fundó (y desde entonces dirige) la compañía de producción Khara inc..

## Influencias
En sus años de juventud acumuló una cantidad inverosímil de conocimiento acerca de series de TV y películas de ciencia ficción. Admiraba series como Ultraman, llegando a hacer sus propias películas caseras de 8 mm. También tiene una gran afición por los shows de marionetas de la ITC Entertainment, tales como Thunderbirds, Capitán Scarlet, The Prisioner, etc.
Conoce a sus amigos Takami Akai y Hiroyuki Yamaga, con quienes organizaría una pequeña exposición de anime en su escuela. Realizaron el corto que abría la Daicon III. El trabajo de Anno fue la animación que se mostró en la sala.

## Estilo
La temática de sus obras se centra principalmente en la descripción de la psicología de los personajes, en especial personas que aparentan una personalidad para encajar en la sociedad y encerrándose en sí mismas.
Durante sus obras se suelen intercalar imágenes de la ciudad donde se desarrolla la historia y ciertos paisajes urbanos, tales como postes eléctricos, carteles informativos e instalaciones ferroviarias que se muestran abundantemente en muchos de sus trabajos.
Hideaki hace uso experimental de técnicas de animación, ya que en muchas de sus obras se pueden ver escenas innovadoras o poco convencionales. Su estilo está muy influido por el psicoanálisis y la deconstrucción emocional.

## Carrera

### Primeros trabajos
Hideaki comenzó su carrera como animador tras estudiar en la Universidad de arte en Osaka en la serie The Super Dimension Fortress Macross entre 1982 y 1983.
No se empezó a reconocer su talento hasta que lanzó su trabajo en la película de Hayao Miyazaki, Nausicaä del Valle del Viento, en 1984. En Studio Ghibli estaban necesitados de animadores y el estudio de producción publicó un anuncio en la revista de animación Animage. Anno, al ver el anuncio, se dirigió al estudio donde conoció a Hayao Miyazaki y le enseñó sus dibujos. Miyazaki se quedó impresionado por estos y le encargó algunos de los dibujos más complicados que aparecen al final de la película.
El video que abría la Daicon IV ganó un premio en el Animage Grand Prix. Anno, Akai y Yamaga trabajaron al lado del ya en ese entonces destacadísimo Hayao Miyazaki, a quien admiraban mucho por sus trabajos anteriores.
Posteriormente, también trabajaría como animador para Isao Takahata en Studio Ghibli para la película La tumba de las luciérnagas (1988). Anno fundó en el día de Navidad de 1984 el estudio de animación Gainax junto a Yoshiyuki Sadamoto, Takami Akai, Toshio Okada, Yasuhiro Takeda y Shinji Higuchi.
El primer largometraje de Gainax fue Royal Space Force: The Wings of Honnêamise, en 1987 y desde entonces, Hideaki dirigió la mayoría de proyectos como Gunbuster (1988) y Nadia: El secreto del agua azul.

### Neon Genesis Evangelion
En 1995 se estrena Neon Genesis Evangelion (新世紀エヴァンゲリオン Shin Seiki Evangelion?), serie de 26 capítulos dirigida y escrita por Anno. Esta serie ya ha formado un papel importante en la historia del anime e incluso se ha vuelto una serie de culto fuera de Japón.
Muchos creen que el período de cuatro años de depresión que sufrió Hideaki es el origen de los elementos psicológicos que aparecen en la serie y sus personajes, a medida que avanza la serie se va volviendo cada vez más oscura y centrada en la psicología de los personajes. Al terminar esta serie en televisión, los fanáticos japoneses de la serie pedían más, ya que no querían que Evangelion terminara así, por lo que Hideaki se propuso realizar las películas Death and Rebirth y The End of Evangelion en 1997. Terminado este proyecto, decidió olvidarse por completo de esta serie.
A pesar de esto, en 2007 Hideaki Anno decide hacer Rebuild of Evangelion. Esta se compone de 4 películas: Evangelion: 1.0 You Are (Not) Alone, Evangelion: 2.0 You Can (Not) Advance, Evangelion: 3.0 You Can (Not) Redo (estrenada el 17 de noviembre de 2012) y la cuarta película Evangelion: 3.0+1.0 Thrice Upon a Time que se estrenó el 8 de marzo de 2021 en Japón

## Obras

### Director y guionista
- Gunbuster (1988)
- Fushigi no Umi no Nadia (1990-1991)
- Neon Genesis Evangelion (1995-1996)
- Evangelion: Death and Rebirth (1997)
- The End of Evangelion (1997)
- Kare Kano (1998)
- Love & Pop (1998)
- Ritual (2000)
- Anime Tenchou (2002)[5]
- Ryusei-Kacho (2002) (cortometraje)
- Submarine 707R (2003) (director de los openings)
- Re: Cutie Honey (2004)
- Rebuild of Evangelion (2007-2021)
- Shin Godzilla (2016)
- Shin Ultraman (2022)
- Shin Kamen Rider (2023)

### Storyboards
- Gunbuster (1988)
- Fushigi no Umi no Nadia (1990-1991)
- Kare Kano (1998)
- Mahoromatic: Automatic Maiden (2001)
- Magical Shopping Arcade Abenobashi (2002)
- Diebuster (Gunbuster 2; 2004-2006)
- Sugar Sugar Rune (2005-2006)
- Space Battleship Yamato 2199 (2012)
- Mobile Suit Gundam GQuuuuuuX (2025)

### Animador
- The Super Dimension Fortress Macross (1982-1983)
- Nausicaä del Valle del Viento (1984)
- Birth (1984)
- Urusei Yatsura (Episode 133) (1984)
- Cream Lemon (Episode 4) (1985)
- Royal Space Force: The Wings of Honneamise (1987)
- Crystal Triangle (1987)
- Dangaioh (1987)
- La tumba de las luciérnagas (1988)
- Gunbuster (1988)
- Madox-01 (1988)
- Crimson Wolf (1993)
- Macross Plus (1994)
- Macross Plus Movie Edition (1995)
- Neon Genesis Evangelion (1995-1996)
- Sugar Sugar Rune (2005-2006)
- Ryū no Haisha (2017)

### Actor
- Return of Ultraman (Parody) (1983), (Ultraman)
- FLCL (2000), (voz de Miyu-Miyu, sin créditos)
- Frog River (2002) (dueño de un bar)
- Magical Shopping Arcade Abenobashi (2002), (cameo en el episodio 12, sin créditos)
- Cutie Honey (2004), (oficinista)
- The Taste of Tea (2004), (cameo como un director de anime)
- Koi no Mon (Otakus in Love) (2004), (cameo)
- Funky Forest (2004), (actor)
- Nihon Chinbotsu (2006), (actor)
- Welcome to the Quiet Room (Quiet room ni yôkoso) (2007), (doctor)
- Death Kappa (2010), (actor)[6]
- Kaze Tachinu (2013), (seiyuu del protagonista)[7]
- Last Letter (2020)